# 赫連斯基間歇泉
赫連斯基間歇泉是斯洛伐克科希策州赫拉尼村的一座間歇泉，也是歐洲為數不多的冷間歇泉之一，1872年在鑽探中被激活以來持續噴發至今，2002年被列入聯合國教科文組織世界遺產預備名單。

## 歷史
赫連斯基間歇泉的發現源於19世紀末赫拉尼村地區溫泉業的繁榮，為了確保溫泉水的充足供應，1870年赫拉尼水療中心的所有者委託採礦工程師維利亞姆·齊格蒙迪在今日間歇泉所在位置鑽探，在鑽探到111米時發現了地下水層，當1872年8月18日鑽探到172米時發生了第一次的噴發，噴發持續了5分鐘並達到4米的高度，1873年7月4日鑽探到275米時發生了第二次噴發，猛烈的水柱破壞了20米高的鑽塔的屋頂，當鑽探到330米的深度時泉水從1874年10月15日至25日連續噴發了10天，最高達到112米，鑽探在1875年達到404.5米的深度後結束，此時噴發間隔為8－9小時，流量達每秒21－36升。

## 水文
不同於典型的間歇泉，赫連斯基間歇泉位於一座現已不活躍的火山上，並通過鑽井被人工激活。該地區是喀爾巴阡山脈新近紀火山地區的組成部分。火山活動在第三紀的海洋沉積上覆蓋了火山岩，在地質運動中沉積岩層被斷層破壞，形成了良好的含水結構。間歇泉活動主要由雨水滲透系統、地下水循環系統和碳氧化物進入系統維持。碳氧化物充當引起間歇泉噴發的主要能量來源，整個系統根據虹吸原理工作，平均流量為每秒25－30升。在降水量較大的情況下噴發周期會縮短，反之亦然。目前噴發間隔增加到32－34小時，噴發持續約25分鐘，在噴發期間約有37.5至45.0立方米的水被噴出井外。噴發開始時通常會散發出硫化氫的典型氣味。噴發期間水溫從10℃上升到17.8℃，水中溶解的二氧化碳含量上升到每升1.385克。泉水平均礦化度約為每升6.3克，碳酸氫鹽含量約為每升3.0克，鈉含量為每升1.7克，氯化物含量為每升1.3克，鈣含量僅為每升0.2克，硫化氫含量為每升1.24毫克。間歇泉於2016年在斯洛伐克環境基金和科希策工業大學的資助下得到維護，維護後的間歇泉噴發高度從15米增加到22米。